# Agamemnon
Agamemnon (starogrško: Ἀγαμέμνων; grško: Αγαμέμνονας) je bil antični grški mitološki kralj. Bil je sin kralja Atreja in mame Aerope iz Miken, brat Menelaja, mož Klitajmnestre in oče Ifgenije, Elektre, Oresta ter Krizotemisa. Po legendah naj bi bil kralj Miken ali pa Argosa.
V času svojega delovanja, je kot mikenski kralj, po več deset letih vojskovanja prisilil kraljestva Grčije v ohlapno zavezništvo. Menda naj bi se po ugrabitvi Menelajeve žene Helene s strani trojanskega princa Parisa in po bratovem pozivu odpravil zavzeti Trojo, ki jo je poskušal uničiti več kot deset let, in jo po slavni vojni, poznani tudi po trojanskem konju, osvojil. V vojni naj bi tudi izgubil brata, Menelaja, vladarja Šparte. Umoril ga je Ajgist, ljubimec njegove žene Klitajmnestre po vrnitvi v Mikene (po najstarejšem preživelem viru, Odiseja). 
V starejših različicah zgodbe je bil umorjen v Ajgistovi hiši in ne v svoji palači, prav tako pa naj bi bila postavljena zaseda za njegove podpornike. V nekaterih kasnejših različicah ga umori sama Klitajmnestra, oziroma ga ubijeta skupaj z Ajgistom.  
Arheologi so kasneje našli tudi njegovo posmrtno masko.